# Médaille Johnny-Warren
La médaille Johnny Warren est une récompense attribuée au meilleur joueur évoluant dans le championnat d'Australie de football. Elle est nommée ainsi pour rendre hommage à Johnny Warren, ex-international australien. Cette récompense est attribuée depuis la saison 1977.

## Palmarès

### National Soccer League
| Saison      | Vainqueur                       | Club                                      |
| ----------- | ------------------------------- | ----------------------------------------- |
| 1977        | Jimmy Rooney                    | Marconi Stallions                         |
| 1978        | Ken Boden                       | Newcastle United                          |
| 1979        | Ivo Prskalo                     | Marconi Stallions (2)                     |
| 1980        | Jim Hermiston                   | Brisbane Lions                            |
| 1981        | Bobby Russell                   | Adélaïde City                             |
| 1982        | Peter Katholos                  | Sydney Olympic                            |
| 1983        | Joe Watson                      | Sydney City                               |
| 1984        | Sergio Melta                    | Adélaïde City (2)                         |
| 1985        | Graham Honeyman                 | West Adélaïde                             |
| 1986        | Bobby Russell (2) Graham Arnold | South Melbourne Sydney United             |
| 1987        | Andrew Zinni Frank Farina       | Brunswick Juventus Marconi Stallions (3)  |
| 1988        | Paul Wade Frank Farina (2)      | South Melbourne (2) Marconi Stallions (4) |
| 1989        | Zlatko Nastevski                | Marconi Stallions (5)                     |
| 1989 – 1990 | Željko Adžić                    | Melbourne Knights                         |
| 1990 – 1991 | Milan Ivanović                  | Adélaïde City (3)                         |
| 1991 – 1992 | Josip Biskic                    | Melbourne Knights (2)                     |
| 1992 – 1993 | Paul Trimboli                   | South Melbourne (3)                       |
| 1993 – 1994 | Mark Viduka                     | Melbourne Knights (3)                     |
| 1994 – 1995 | Mark Viduka (2)                 | Melbourne Knights (4)                     |
| 1995 – 1996 | Damian Mori                     | Adélaïde City (4)                         |
| 1996 – 1997 | Krešimir Marušić                | Sydney United (2)                         |
| 1997 – 1998 | Paul Trimboli (2)               | South Melbourne (4)                       |
| 1998 – 1999 | Brad Maloney                    | Marconi Stallions (6)                     |
| 1999 – 2000 | Scott Chipperfield              | Wollongong Wolves                         |
| 2000 – 2001 | Scott Chipperfield (2)          | Wollongong Wolves (2)                     |
| 2001 – 2002 | Fernando Rech                   | Brisbane Strikers                         |
| 2002 – 2003 | Damian Mori (2)                 | Perth Glory                               |
| 2003 – 2004 | Ante Milicic                    | Parramatta Power                          |

### A-League
| Saison      | Vainqueur                    | Club                                    |
| ----------- | ---------------------------- | --------------------------------------- |
| 2005 – 2006 | Bobby Despotovski            | Perth Glory (2)                         |
| 2006 – 2007 | Nick Carle                   | Newcastle Jets                          |
| 2007 – 2008 | Joel Griffiths               | Newcastle Jets (2)                      |
| 2008 – 2009 | Shane Smeltz                 | Wellington Phoenix                      |
| 2009 – 2010 | Carlos Hernández             | Melbourne Victory                       |
| 2010 – 2011 | Marcos Flores                | Adélaïde United                         |
| 2011 – 2012 | Thomas Broich                | Brisbane Roar                           |
| 2012 – 2013 | Marco Rojas                  | Melbourne Victory (2)                   |
| 2013 – 2014 | Thomas Broich (2)            | Brisbane Roar (2)                       |
| 2014 – 2015 | Nathan Burns                 | Wellington Phoenix (2)                  |
| 2015 – 2016 | Diego Castro                 | Perth Glory (3)                         |
| 2016 – 2017 | Miloš Ninković               | Sydney Football Club                    |
| 2017 – 2018 | Adrian Mierzejewski          | Sydney Football Club                    |
| 2018 – 2019 | Roy Krishna                  | Wellington Phoenix                      |
| 2019 – 2020 | Alessandro Diamanti          | Western United                          |
| 2020 – 2021 | Ulises Dávila Miloš Ninković | Wellington Phoenix Sydney Football Club |
| 2021 – 2022 | Jake Brimmer                 | Melbourne Victory                       |
| 2022 – 2023 | Craig Goodwin                | Adélaïde United                         |
| 2023 – 2024 | Josh Nisbet                  | Central Coast Mariners                  |